# Свислоцкий, Андрей Васильевич
Андре́й Васи́льевич Свисло́цкий (англ. Andrei Svislotski, 3 июня 1960, Корюковка, Черниговская область — 19 декабря 2022, Лос-Анджелес, Калифорния) — советский, российский и американский режиссёр, мультипликатор и художник-раскадровщик.

## Биография
Родился 3 июня 1960 года в Корюковке в УССР.
В 1982 году окончил Московский архитектурный институт, в 1989 — Высшие курсы сценаристов и режиссёров.
С 1984 года работал мультипликатором на Студии мультипликационных телефильмов («Мульттелефильм») творческого объединения «Экран». В 1988 году стал режиссёром студии «Пилот».
С 1992 по 2022 жил и работал в США. Долгое время был режиссёром и мультипликатором студии Klasky Csupo. Сотрудничал со многими студиями США, Канады, Ирландии и Японии, также участвовал в производстве российских сериалов как раскадровщик. Дважды номинировался на Дневную премию «Эмми» (в 1995 за мультсериал «Настоящие монстры» и в 2014 за мультсериал «Любопытный Джордж»).
Скончался 19 декабря 2022 года в Лос-Анджелесе.

## Фильмография
- 1985 — Кубик (художник-мультипликатор)
- 1985 — Полезные советы профессора Чайникова (художник-мультипликатор)
- 1986 — Дореми (художник-мультипликатор)
- 1986—1987 — Следствие ведут Колобки (художник-мультипликатор)
- 1986 — Тайна игрушек (художник-мультипликатор)
- 1987 — Автомобиль кота Леопольда (художник-мультипликатор)
- 1988 — Парк культуры (художник-мультипликатор)
- 1989 — Лифт 1
- 1990 — Авиаторы
- 1991 — Формула 1
- 1992 — Гипнэротомахия
- 1994—1997 — Настоящие монстры
- 1994—1997 — Дакмен (художник-мультипликатор)
- 1996 — Птица в окне (художник-мультипликатор)
- 1999—2004 — Ракетная мощь
- 2000 — Летающий Нансен (художник-мультипликатор)
- 2000—2006 — Как говорит Джинджер
- 2003—2008 — Детки подросли
- 2006—2022 — Любопытный Джордж
- 2014—2017 — Шериф Келли и Дикий Запад
- 2015—2016 — 10 друзей Кролика